# Ban Hyo-jung
Ban Hyo-jung (tên khai sinh Ban Man-hee sinh ngày 27 tháng 11 năm 1942) là một nữ diễn viên Hàn Quốc. Cô bắt đầu sự nghiệp diễn xuất của mình vào năm 1964 với một vai nhỏ trong bộ phim Rice của Shin Sang-ok, và tiếp tục có một sự nghiệp thành công trong các bộ phim truyền hình.

## Danh sách phim

### Phim điện ảnh
| Năm  | Tựa đề                           | Vai             |
| ---- | -------------------------------- | --------------- |
| 1964 | Rice                             |                 |
| 1964 | Red Scarf                        |                 |
| 1973 | At the Age of 18                 |                 |
| 1975 | Lust                             |                 |
| 1977 | You Are the Sun and I'm the Moon |                 |
| 1988 | Diary of King Yeonsan            |                 |
| 2002 | The Beauty in Dream              | Bà ngoại        |
| 2007 | The Old Garden                   | Mẹ Han Yoon-hee |

### Phim truyền hình
| Năm       | Tựa đề                            | Vai                          |
| --------- | --------------------------------- | ---------------------------- |
| 1981      | Jang Hui-bin                      |                              |
| 1982      | Winds and Clouds                  |                              |
| 1982      | Soon-ae                           |                              |
| 1985      | Light and Shadow                  |                              |
| 1986      | 임이여 임일레라                   |                              |
| 1987      | Time                              |                              |
| 1987      | Land                              | Mrs. Yoon                    |
| 1988      | The Joy of Love                   |                              |
| 1989      | The Forest Does Not Sleep         |                              |
| 1990      | While You Were Dreaming           |                              |
| 1991      | Beyond the Mountains              |                              |
| 1991      | Kyoto City 25                     |                              |
| 1992      | Two Women                         | Yang Young-ja                |
| 1992      | Man in Crisis                     |                              |
| 1992      | For Love                          |                              |
| 1993      | MBC Best Theater "거름꽃"         | Vợ cả của Mr. Kim            |
| 1993      | When I Miss You                   |                              |
| 1993      | Youth Theater                     |                              |
| 1993      | Daybreak                          |                              |
| 1994      | The Tragedy of Y                  |                              |
| 1995      | Jang Nok-su                       | Queen Insoo                  |
| 1995      | West Palace                       |                              |
| 1996      | Until We Can Love                 |                              |
| 1997      | When She Beckons                  |                              |
| 1997      | Beyond the Horizon                |                              |
| 1998      | I Love You, I Love You            |                              |
| 1998      | Eun-shil                          | Mẹ Im Chung-ok               |
| 2000      | Roll of Thunder                   |                              |
| 2000      | Because of You                    | Park Yang-ja                 |
| 2000      | Three Friends                     |                              |
| 2001      | I Still Love You                  | Soon-mi                      |
| 2001      | Way of Living: Couple             | Madam Yang                   |
| 2002      | We Are Dating Now                 |                              |
| 2002      | Dae Bak Family                    |                              |
| 2002      | The Dawn of the Empire            | Queen Janghwa                |
| 2002      | To Be with You                    | Mal-hee                      |
| 2003      | One Million Roses                 | Han Kwi-boon                 |
| 2003      | Lovers                            | Ms. Hwang                    |
| 2004      | Terms of Endearment               | Cho Bok-sil                  |
| 2004      | A Second Proposal                 | Yang Soon-shim               |
| 2005      | Dear Heaven                       | Mo Ran-shil                  |
| 2005      | My Sweetheart, My Darling         | Yoo Young-soon               |
| 2005      | HDTV Novel "The Buckwheat Season" | Người phụ nữ từ Nonsan       |
| 2006      | Thank You, My Life                | Na Kyung-soon                |
| 2006      | As the River Flows                | Kang Hak-shil                |
| 2007      | Heaven & Earth                    | Han Bong-rye                 |
| 2007      | Good Day to Love                  | Mẹ Lee Jin-kook              |
| 2007      | That Woman Is Scary               |                              |
| 2007      | Hometown Over the Hill            | Han Kil-sun (đến 2012)       |
| 2008      | You Stole My Heart                | Myung-ja                     |
| 2008      | Star's Lover                      | Bà Lee Ma-ri                 |
| 2009      | Empress Cheonchu                  | Queen Sinjeong               |
| 2009      | The Road Home                     | Gook Hyo-soon                |
| 2009      | Brilliant Legacy                  | Jang Sook-ja                 |
| 2009      | Creating Destiny                  | Jung/Lee Ok-ran              |
| 2010      | Definitely Neighbors              | Lee Jung-soon                |
| 2010      | Pure Pumpkin Flower               | Bà Jang                      |
| 2011      | 49 ngày                           | Người lên lịch cao cấp       |
| 2011      | Romance Town                      | Yoo Choon-jak                |
| 2011      | My Bittersweet Life               | Kim Mal-nam                  |
| 2011      | A Thousand Kisses                 | Cha Kyung-soon               |
| 2011      | Brain                             | Hwang Young-sun              |
| 2011      | Immortal Classic                  | Bà của Kim Hyun-myung        |
| 2012      | Rooftop Prince                    | Chairman Yeo                 |
| 2012      | The Moon and Stars for You        | Kang Pil-soon                |
| 2012      | My Daughter Seo-young             | Kim Eun-ho                   |
| 2013      | Samsaengi                         | Bà Jo, Mẹ của Bong Moo-ryong |
| 2013      | Ugly Alert                        | Nữ chủ tịch Ban Hyo-jung     |
| 2013      | Khát vọng thượng lưu              | Kim Pil-nyeo                 |
| 2013      | Eunhui                            | Lee Geum-soon                |
| 2013      | Nữ thần hôn nhân                  | Jin Hee                      |
| 2013      | Giai điệu tình yêu                | Jo Gwi-boon                  |
| 2014      | Bí mật ở Cheongdam-dong           | Jang Hye-im                  |
| 2014      | Tình yêu hoa hồng                 | Ma Pil-soon                  |
| 2015      | Bên nhau mãi thôi                 | Cha Ong-shim                 |
| 2015      | Sống lại tuổi 20                  | Seo Woon-hae                 |
| 2015      | Nữ thần của tôi                   | Lee Hong-im                  |
| 2016      | Memory                            | Kim Soon-hee                 |
| 2016      | Ngọn gió đời tôi                  | Chun Kwi-ok                  |
| 2017      | Bravo My Life                     | Park Sun-jin                 |
| 2018      | Wave, Wave                        | Hong Ki-jun                  |
| 2020      | Chào mẹ, tạm biệt                 | Bà Jung                      |
| 2020      | No Matter What                    | Jin Ok-hwang                 |
| 2021      | Revolutionary Sisters             | Quản gia của Bong Ja         |
| 2021      | Red Shoes                         | Choi Sook-ja                 |
| 2022      | It's Beautiful Now                | Yoon Jung-ja                 |
| 2022–2023 | The Witch's Game                  | Ma Hyun-deok                 |

## Giải thưởng và đề cử
| Năm  | Giải thưởng      | Hạng mục                                                          | Tác phẩm đề cử         | Kết quả   |
| ---- | ---------------- | ----------------------------------------------------------------- | ---------------------- | --------- |
| 1988 | KBS Drama Awards | Giải thưởng lớn (Daesang)                                         | Land                   | Đoạt giải |
| 2007 | KBS Drama Awards | Giải thưởng xuất sắc, Nữ diễn viên trong phim truyền hình dài tập | Hometown Over the Hill | Đề cử     |
| 2009 | SBS Drama Awards | Giải thưởng thành tựu                                             | Brilliant Legacy       | Đoạt giải |